# Avianca Costa Rica
Avianca Costa Rica, che ha operato fino al 2013 con il nome Líneas Aéreas Costarricenses S.A. (LACSA), è la compagnia aerea di bandiera costaricana, parte del gruppo Avianca Group.

## Storia
LACSA è stata fondata il 17 ottobre 1945 con l'aiuto di Pan American World Airways e ha iniziato le operazioni il 1º giugno 1946, come affiliato di Pan Am, operando voli interni alla Costa Rica con un Douglas DC-3. LACSA è stata designata compagnia di bandiera nel 1949 ed è stata nazionalizzata nel 1958.
Nel 1955 LACSA ha fondato Cayman Brac Airways, una sussidiaria basata nelle Isole Cayman. Nel 1968 LACSA ha venduto il 51% delle quote della compagnia al governo delle Isole Cayman, che costituì Cayman Airways.
Nell'aprile 1967 la compagnia ha introdotto in servizio il suo primo aereo a reazione, un BAC One-Eleven, su rotte caraibiche.
Nel 1989 LACSA entrò a fare parte del Grupo TACA, fondato da TACA. Il 9 dicembre 1990 LACSA ha ricevuto il suo primo Airbus A320, rendendolo il primo operatore centramericano di questo tipo di aeromobile. Nel 1992 il governo della Costa Rica ha venduto l'86% di LACSA a TACA. Anche dopo lo scioglimento del gruppo TACA nel 1998, la compagnia ha continuato ad operare in partnership con TACA con il nome di TACA/LACSA.
A ottobre 2009 è stata annunciata la fusione tra TACA e Avianca e dal 28 maggio 2013 TACA/LACSA opera come brand di Avianca.

## Flotta
A novembre 2024 la flotta di Avianca Costa Rica risulta composta dai seguenti aeromobili:

## Flotta storica
In passato la compagnia ha operato con i seguenti aeromobili:

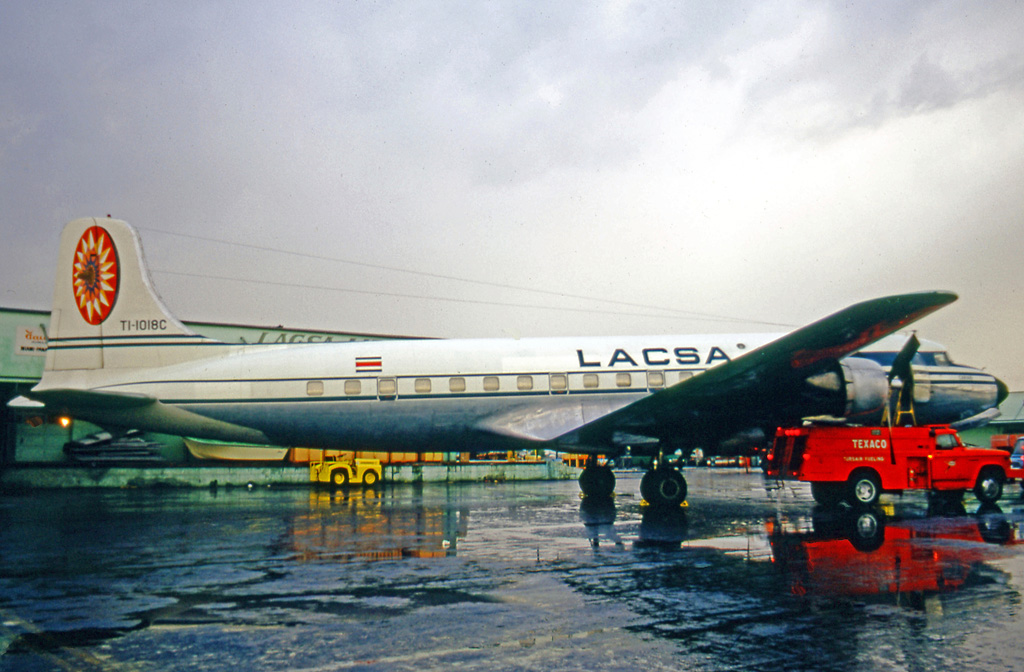
Douglas DC-6B
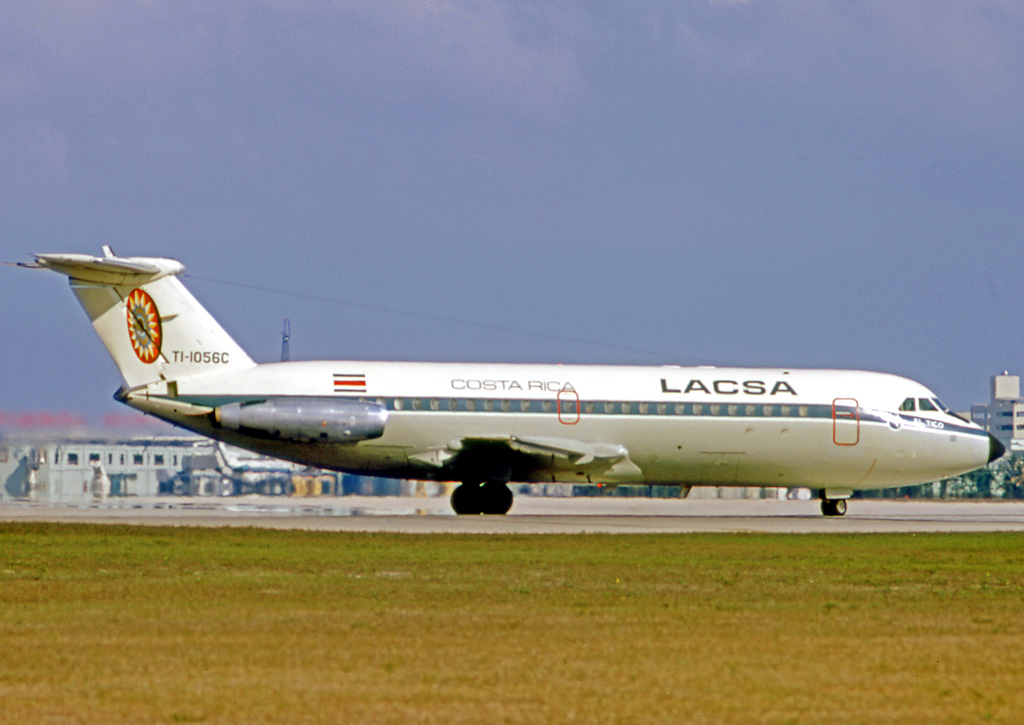
BAC One-Eleven
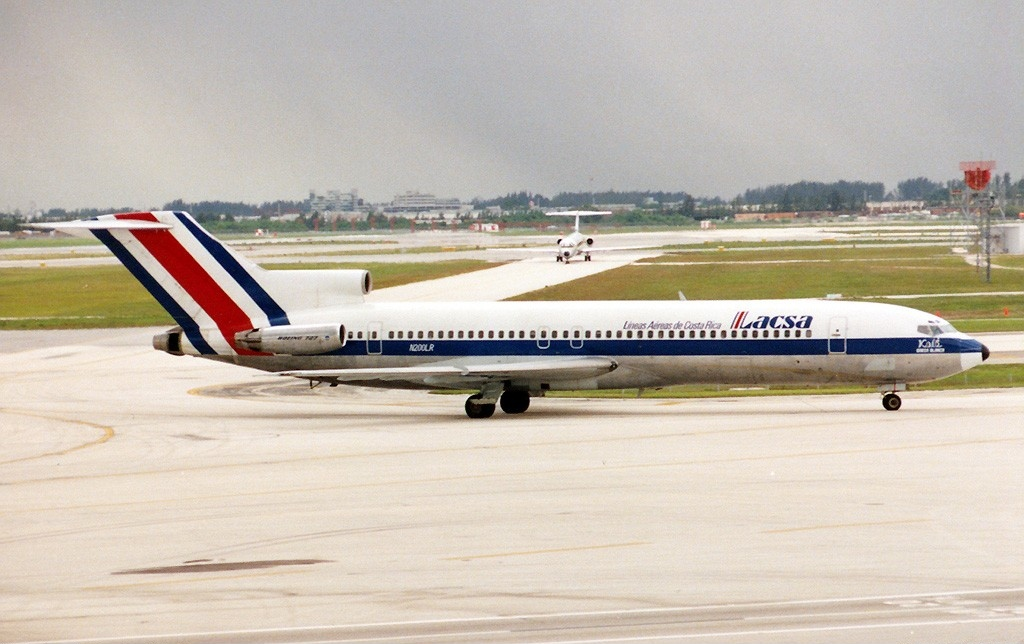
Boeing 727-200
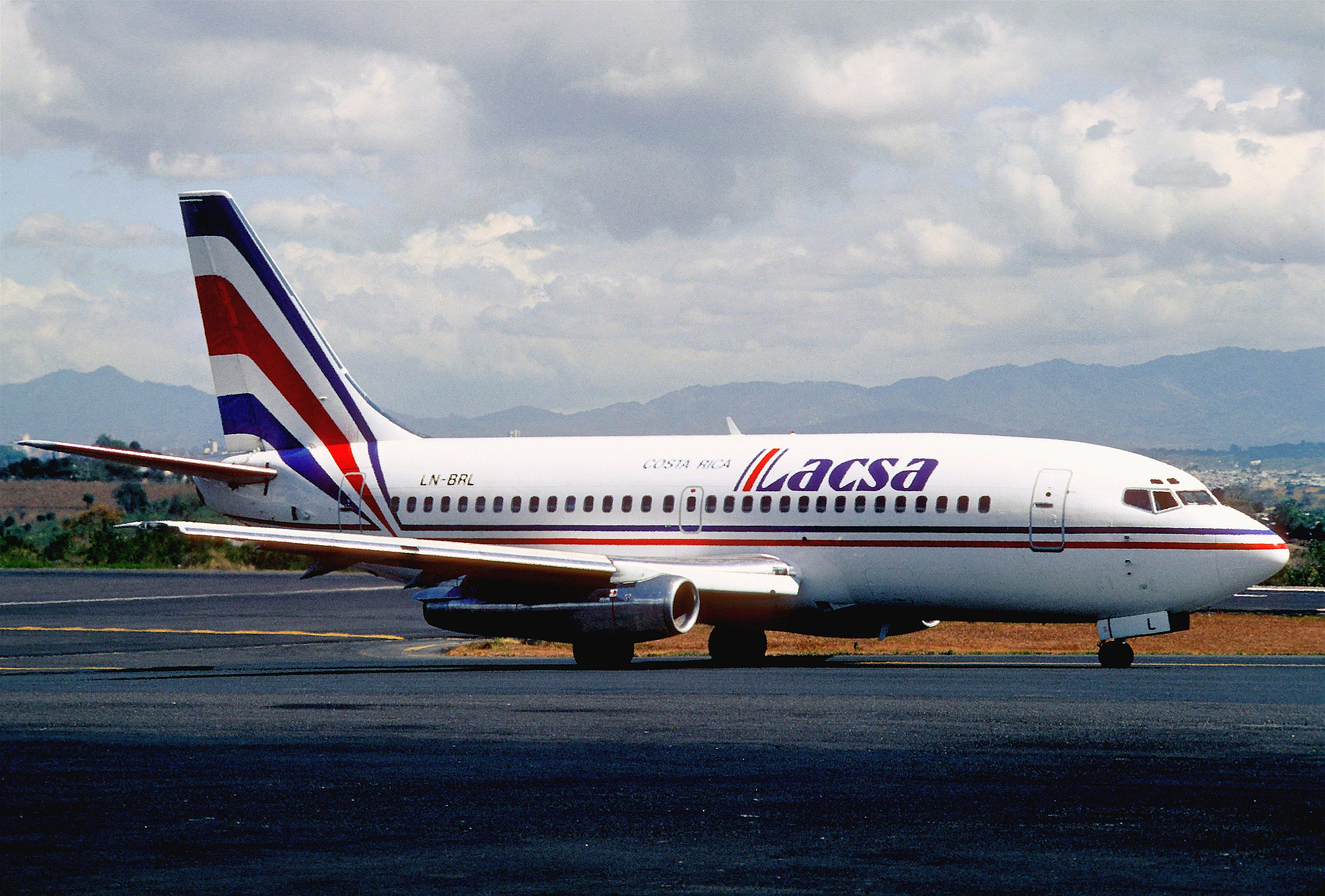
Boeing 737-200 in livrea LACSA
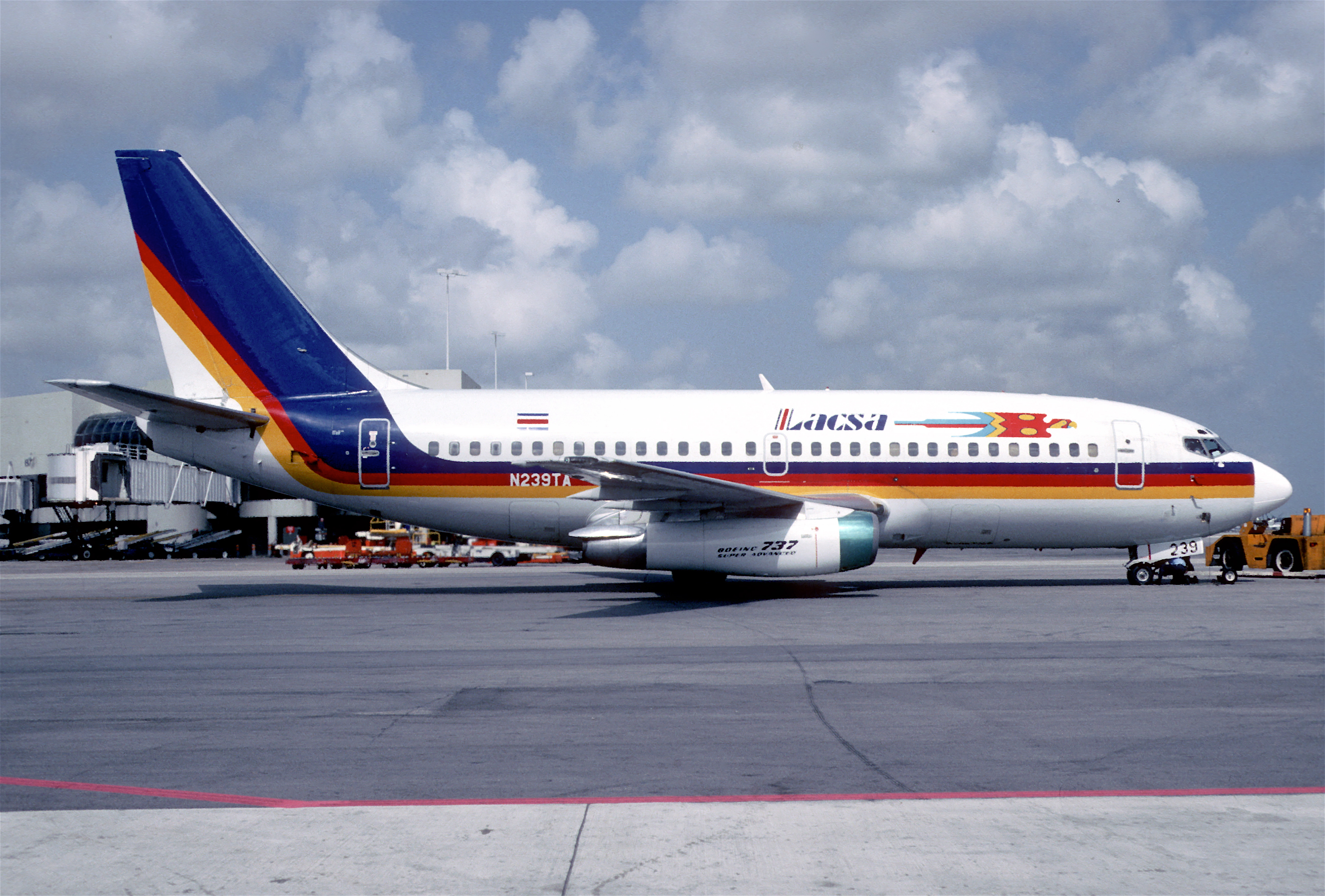
Boeing 737-200 in livrea TACA
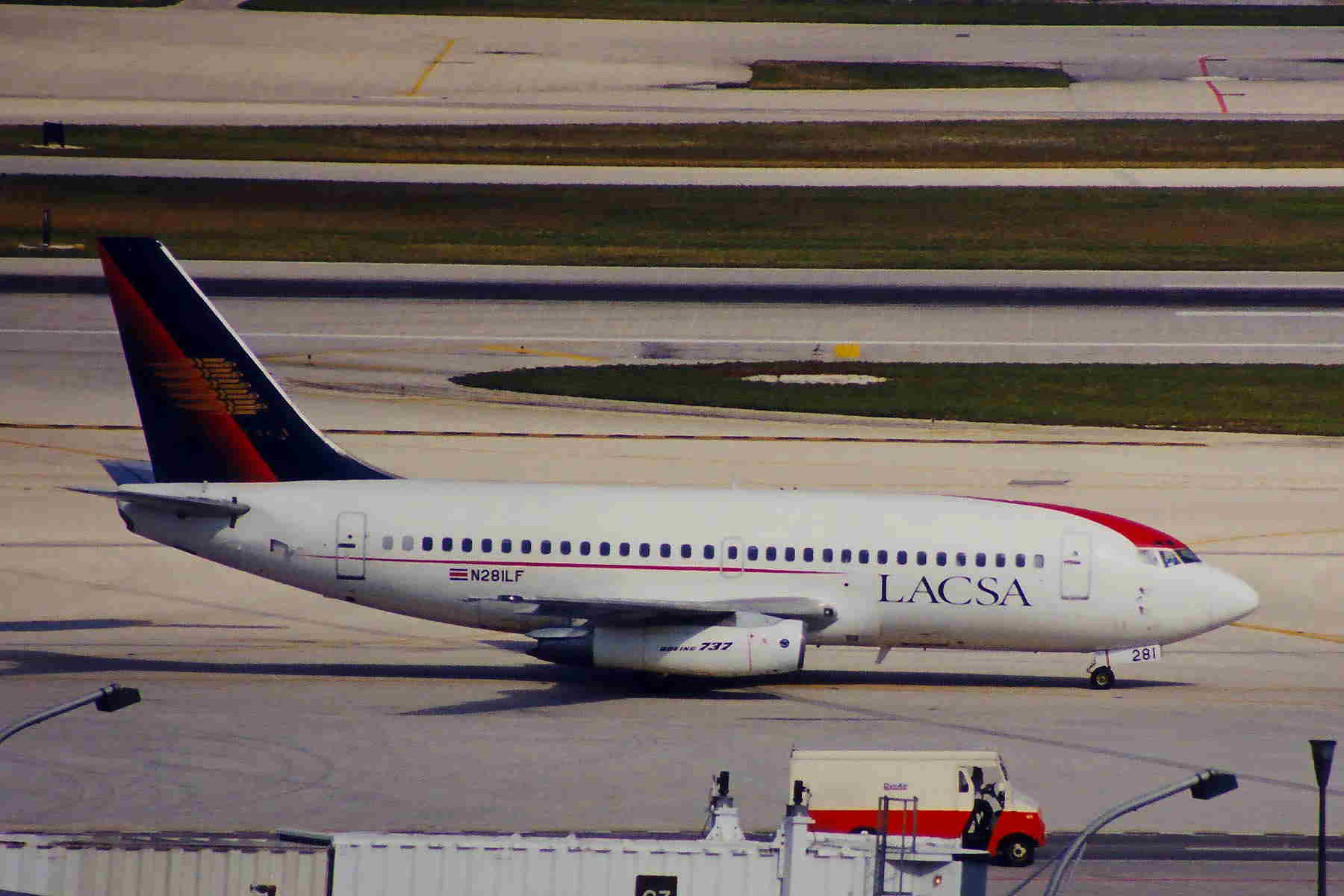
Boeing 737-200 in livrea TACA
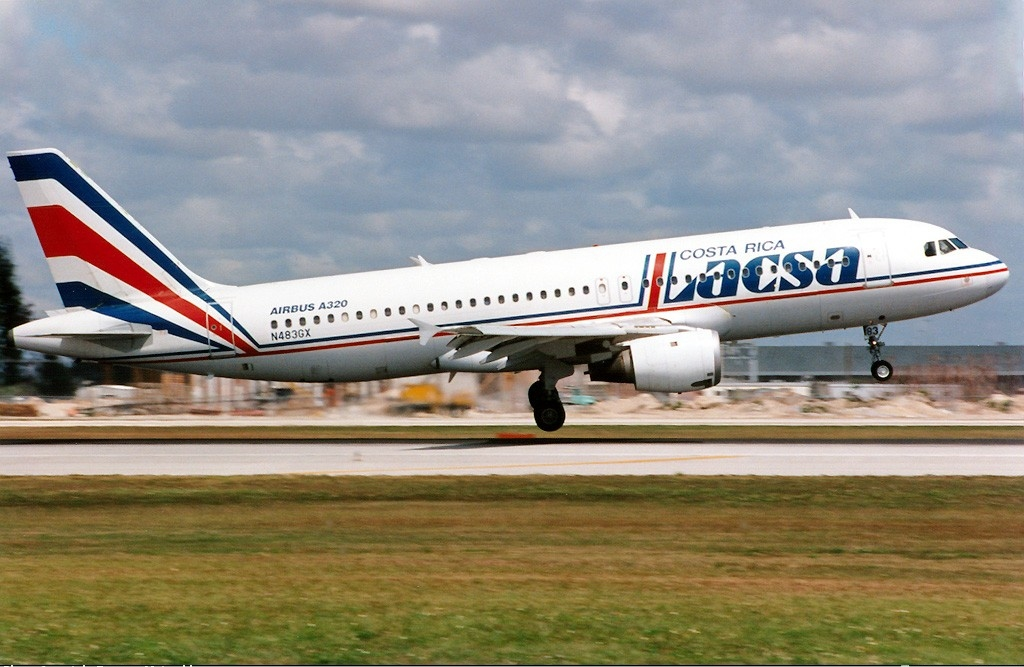
Airbus A320-200

## Incidenti
- Il 27 novembre 1946 il Douglas C-47A registrato RX-76 si è schiantato in condizioni di scarsa visibilità contro una montagna durante l'avvicinamento all'aeroporto di San José-La Sabana, provocando la morte di tutti i 23 occupanti.[5]
- Il 15 giugno 1953 il Douglas C-47B registrato TI-1002 si è schiantato in condizioni di meteo avverso contro una montagna vicino a San Ramón, provocando la morte di 9 dei 15 occupanti.[6]
- Il 25 giugno 1960 il Douglas C-47 registrato TI-1023 si è schiantato in una piantagione di caffè durante l'avvicinamento all'aeroporto di San José-La Sabana, provocando la morte di un occupante.[7]
- Il 23 maggio 1988 il Boeing 727-100 marche TI-LRC, che operava un volo San José-Managua-Miami, ha travolto una recinzione alla fine della pista dell'aeroporto Juan Santamaría dopo avere abortito il decollo, si è arrestato contro una collina e si è incendiato a causa dell'eccessivo peso distribuito nella parte anteriore dell'aereo senza provocare morti tra i 23 occupanti.[8]